# Wahlkreis Stollberg I
Der Wahlkreis Stollberg I war ein Landtagswahlkreis zur Landtagswahl in Sachsen 1990, der ersten Landtagswahl nach der Wiedergründung des Landes Sachsen. Er hatte die Wahlkreisnummer 66.
Der Wahlkreis umfasste Teile des Landkreises Stollberg: Beutha, Brünlos, Dorfchemnitz, Erlbach-Kirchberg, Hohndorf, Leukersdorf/Erzgeb., Lugau/Erzgeb., Neuwürschnitz, Niederdorf, Niederwürschnitz, Oelsnitz/Erzgeb., Stollberg/Erzgeb. und Ursprung.
Für die Landtagswahlen 1994 wurde auch infolge der Kreisreform die Wahlkreisstruktur verändert, zudem wurde die Zahl der Wahlkreise von 80 auf 60 verringert. Das Gebiet des Wahlkreises Stollberg I ging 1994 fast vollständig im Wahlkreis Stollberg auf. Lediglich die Gemeinde Hohndorf wechselte in den Wahlkreis Chemnitzer Land 2.

## Ergebnisse
Die Landtagswahl 1990 fand am 14. Oktober 1990 statt und hatte folgendes Ergebnis für den Wahlkreis Stollberg I:
| Direktkandidat | Partei (Kürzel) | Erststimmen (%) | Zweitstimmen (%) |
| -------------- | --------------- | --------------- | ---------------- |
|                | DA              | -               | 00,4             |
| Stephan Reber  | CDU             | 47,7            | 54,4             |
|                | Chr. L          | -               | 00,8             |
|                | DBU             | -               | 00,4             |
|                | DSU             | 17,2            | 09,0             |
|                | F.D.P.          | 04,9            | 04,9             |
|                | LL-PDS          | 07,7            | 07,8             |
|                | NPD             | -               | 00,5             |
|                | FORUM           | 04,6            | 03,2             |
|                | RAP             | -               | 00,1             |
|                | SHB             | -               | 00,1             |
|                | SPD             | 17,8            | 18,5             |

Es waren 43.625 Personen wahlberechtigt. Die Wahlbeteiligung lag bei 77,9 %. Von den abgegebenen Stimmen waren 2,8 % ungültig. Als Direktkandidat wurde Stephan Reber (CDU) gewählt. Er erreichte 47,7 % aller gültigen Stimmen.